# Holl Avel
Le Holl Avel est une réplique d'un langoustier de Camaret. C'est un cotre-aurique de travail et de plaisance.

Son port d'attache actuel est Bénodet.

Son immatriculation est GV 114450, pour le quartier maritime de Le Guilvinec.

## Histoire
Ce cotre Breiz Avel a été construit en 1957/58 au chantier naval Pichavant de Pont-l'Abbé sur un plan du charpentier de marine Noël Le Berre. C'est un cotre-langoustier de Camaret, no 7 de la série Pichavant. Il a connu pluisieurs propriétaires sous ce premier nom.

Puis il a pris le nom de Holl Avel. Il a aussi subi une restauration en 2004 et un nouveau mât en 2008.
Il a participé à différentes éditions des Fêtes maritimes de Brest : Brest 1992, Brest 1996, Brest 2000, Brest 2004, Brest 2008 et aux Les Tonnerres de Brest 2012, ainsi qu'à d'autres rassemblements de voiliers.

## Caractéristique
Il ne possède qu'un mât avec un gréement aurique de 50 m2 en voilure au prés. Il possède un jeu de 8 voiles. Son poste avant est muni de 2 bannettes ; un carré contient aussi 2 couchettes.